# Pivovarská naučná stezka
Pivovarská naučná stezka je naučná stezka spojující místa s historickou tradicí výroby piva v Jihlavě. Spolu s dvojicí dalších jihlavských naučných stezek byla otevřena 13. prosince 2013 a na své trase má 12 zastavení. Realizována byla za pomoci Muzea Vysočiny Jihlava, Statutárního města Jihlava a Pivovaru Jihlava. S nápadem na její vytvoření přišel v roce 2010 sládek jihlavského pivovaru Jaromír Kalina.

## Vedení trasy
Stezka začíná na ulici Vojanova u sloupu se sousoším Piety, naproti City Parku. Odtud vede po schodech dolů na ulici U Dlouhé Stěny, odbočuje doleva a po chvíli doprava na Znojemskou ulici. Tou míří rovně přes Hradební ulici a za ní odbočuje doprava do Čajkovského ulice, na jejímž konci zahýbá doleva do Brněnské ulice a vrací se do centra. V polovině cesty se však stáčí doprava a Lazebnickou ulicí vede na Jakubské náměstí s kostelem sv. Jakuba Většího. Z náměstí pokračuje kousek rovně Hlubokou ulicí, brzy ale zatáčí vlevo do ulice U Mincovny, kterou se dostává na Masarykovo náměstí. V místě vyústění se stáčí doleva do spodní části, kde se odděluje odbočka – ta míří doleva a po chvíli doprava do ulice Úzká. Trasa dále vede přes spodní část Masarykova náměstí na druhou stranu, kde se opět stáčí doprava a míří do horní části náměstí. Přibližně v polovině cesty uhýbá doleva do ulice Matky Boží a posléze doprava do Palackého ulice, kterou prochází až k první větší křižovatce. Tady se dává doprava a Benešovou ulicí se vrací na náměstí. U pošty zahýbá doleva do Komenského ulice, kterou opouští u Grandhotelu Garni, kde se stáčí do Husovy ulice. Tu prochází celou až ke kostelu sv. Pavla, u něhož zahýbá vpravo na Dvořákovu ulici, kterou na světelné křižovatce opouští a zahýbá vlevo do Vrchlického ulice a k současnému pivovaru.

## Zastavení
- Sloup se sousoším Piety (pěstování chmele)
- Bývalý sladovnický šrotovací mlýn (původ sladu)
- Bývalý pivovar v Brněnské ulici (várečné právo)
- Kostel sv. Jakuba (sladovnický oltář)
- Bývalý malý pivovar v ulici U Mincovny (cech sladovníků)
- Bývalý hostinec "U Zlatého lva" (kořeny jihlavského pohostinství)
- Bývalá sladovna (zpracování sladu)
- Bývalý hostinec "U Zlaté hvězdy" (společenský život)
- Hostinec "U Tří knížat" (nadregionální spojnice)
- Bývalý pivovar v Palackého ulici (bohatství a konflikty)
- Největší z bývalých pivovarů v Husově ulici (ústup postavení sladovníků po Bílé hoře)
- Historická budova jihlavského pivovaru (nástup velkovýroby piva)

Neznačeným zastavením umístěným mimo trasu stezky je sladovnický sloup, stojící na kopci nad ulicí Dlouhá stezka, nedaleko mostu přes Jihlávku.